# مايكل نيل
مايكل نيل هو مهندس كندي، ولد في 5 فبراير 1984 في كالغاري في كندا.

## وصلات خارجية
- مايكل نيل على موقع الاتحاد الدولي للتزلج (القفز التزلجي) (الإنجليزية)
- مايكل نيل على موقع الاتحاد الدولي للتزلج (التزلج النوردي المزدوج) (الإنجليزية)
- مايكل نيل على موقع أوليمبيديا (الإنجليزية)